# Ruine Altbodman

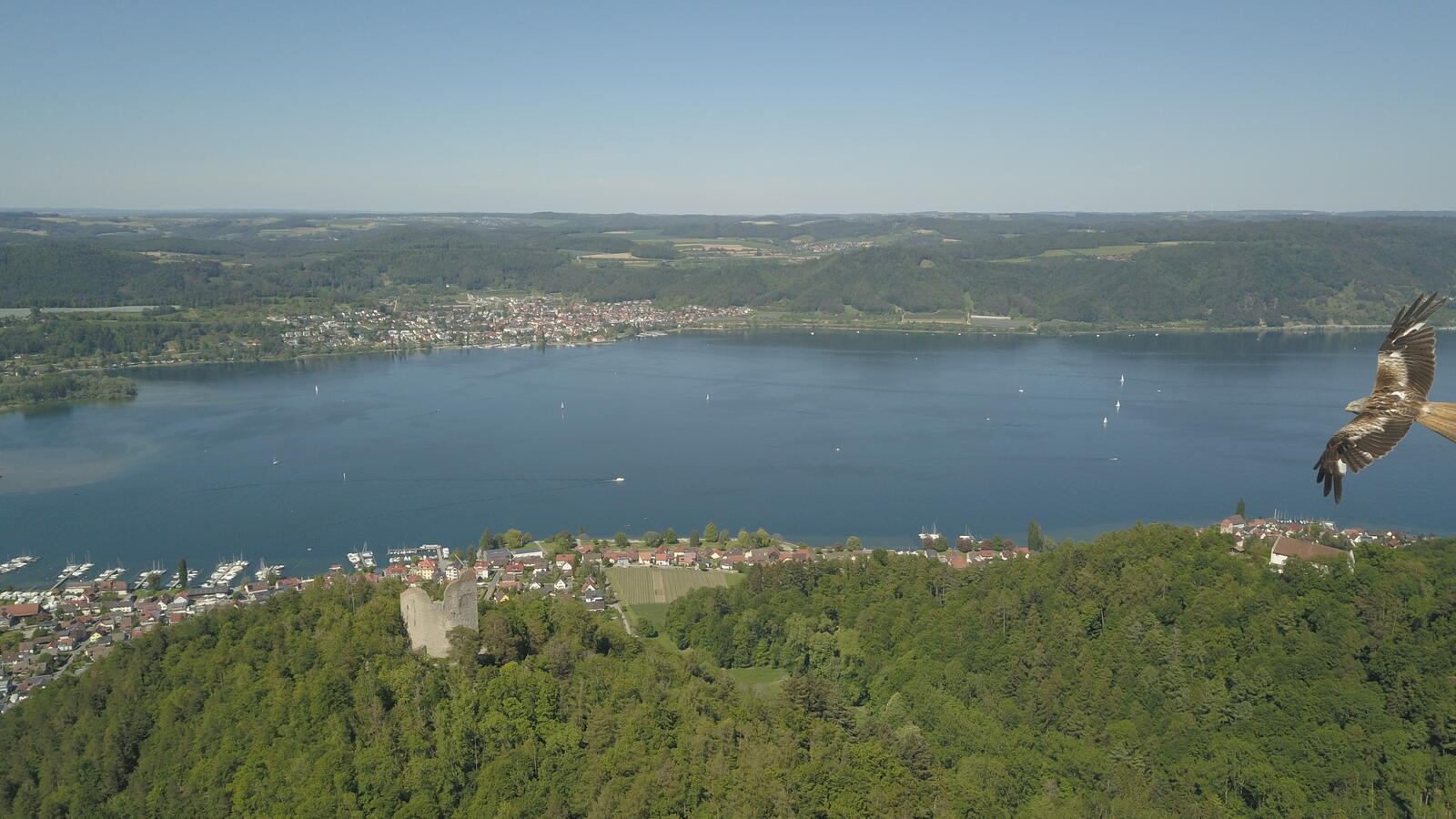
Burgruine Altbodman aus der Luft in Richtung Bodman-Ludwigshafen

Die Burg Altbodman, auch Alt-Bodman geschrieben, ist eine hochmittelalterliche Burgruine südöstlich von Bodman in der Gemeinde Bodman-Ludwigshafen im baden-württembergischen Landkreis Konstanz in Deutschland.

## Geographische Lage
Die Ruine der Spornburg befindet sich auf dem bewaldeten Höhenzug „Bodenwald“ 232 Meter über dem Seespiegel bei Bodman (395 m ü. NN) gelegen, in der Nähe des Hofguts Bodenwald. Der spornartige Ausläufer, auf dem die Burg errichtet wurde, liegt auf 627 m ü. NHN. Von dort konnten große Teile des Überlinger Sees eingesehen werden.
Heute kann die Burgruine Alt-Bodman über einen Waldweg aus Richtung Bodenwald oder über einen Wanderweg vom Tal aus Richtung Bodman erreicht werden.

## Geschichte
Die Geschichte der Burg beginnt um 1170 als Sitz der Herren von Bodman, Reichsministeriale der Staufer.
Die Burg Bodman stammt aus dem 14. Jahrhundert, als ihr Vorgänger, die alte Burg auf dem heutigen Frauenberg, am 16. September 1307 während eines Familienfestes nach einem Blitzschlag zerstört wurde und bei dem anschließenden Brand Mitglieder der Adelsfamilie und einige Angehörige des Hegauer Adels umkamen. Unter den Opfern waren Conrad, Katharina, Adelheid und Anna von Bodman, Gottfried von Kreyen (Krähen), Heinrich von Blumegg und die Ritter Hans von Bodman und Hans von Schellenberg. Nur der jüngste männliche Namensträger des Geschlechts, der einjährige Johannes von Bodman, überlebte die Katastrophe, indem die Amme das Kind in einen großen Kessel steckte und diesen samt Kind aus dem Fenster warf. Der Kessel stürzte die Felsen hinab, wurde von den Büschen gebremst und blieb schließlich hängen.
Die unter Johannes von Bodman neu erbaute Burg, die heutige Ruine Bodman, wurde 1332 auf einem dem Frauenberg gegenüberliegenden Berg fertiggestellt.
Am Ort der vollständig zerstörten Vorgängerburg errichtete der Großvater des Geretteten eine Kapelle mit Priesterhaus, das heutige Kloster Frauenberg, und schenkte diese dem Kloster Salem.
Während des Schweizerkrieges 1499 wurde die Burg beschädigt. Sie wurde später militärisch zu einer Feste ausgebaut. Doch auch sie fiel dem Dreißigjährigen Krieg zum Opfer.
Während des Dreißigjährigen Krieges wurde die Burg am 15. August 1643 durch französische Truppen des Statthalters von Überlingen, General Graf Charles Christophe de Mazencourt, Vicomte de Courval, erneut zerstört. Er ließ die Burg mit verbündeten Württembergern schleifen. Die Adelsfamilie ließ sich daraufhin im Schloss Espasingen nieder, 1760 zog sie in das Schloss Bodman.
1851 verfügte Sigmund Freiherr von und zu Bodman testamentarisch, dass die Ruine Altbodman, samt einer Vor- und Kernburg mit Wohnturm, zu erhalten sei. Johann Otmar Graf von und zu Bodman veranlasste 1900 eine erste Sanierungsmaßnahme, die nötig wurde aufgrund von Rissbildung durch Blitzschlag. Er ließ die geschädigten Mauerteile instand setzen und die Aussichtsterrasse bauen. 1922 folgte eine weitere kleinere Sanierung.
Im Jahr 1956 ließ Dr. Johannes Graf von und zu Bodman die Ruine unter Beratung und Förderung des Landesdenkmalamts in Freiburg erneut umfangreiche Erhaltungsmaßnahmen zur Sicherung des Ruinenbestandes durchführen. Es wurde saniert, weil wild wachsendes Strauchwerk die Mauern gesprengt und Witterungseinflüsse und Blitzschlag das Mauerwerk teilweise einstürzen ließ. 1997 wurde die Ruine durch den Besitzer Wilderich Graf von und zu Bodman erneut von Baumbewuchs befreit.
Von Ende 2002 bis Frühjahr 2007 war die Ruine Altbodman für die Öffentlichkeit gesperrt. 2003 wurden die Zugänge auf Grund erhöhter Einsturzgefahr einzelner Mauerteile gesperrt, um die Öffentlichkeit vor Steinschlag zu sichern. Hierfür beauftragte Wilderich Graf von und zu Bodman das Überlinger Architektenbüro Haro Kraus mit der Sanierung und investierte rund 1,5 Millionen Euro. Die Arbeiten wurden mit der Denkmalbehörde in Freiburg abgestimmt. Die Denkmalstiftung Baden-Württemberg hat für den ersten Bauabschnitt zunächst 120.000 Euro Fördermittel zur Verfügung gestellt. Um vor Vandalismus zu schützen, war die Ruine mit einer Bautür verschlossen. Die Sanierungsmaßnahmen sollten bis 2009 abgeschlossen sein. Seit dem Frühjahr 2007 ist die Ruine für die Öffentlichkeit wieder zugänglich.

## Baubeschreibung

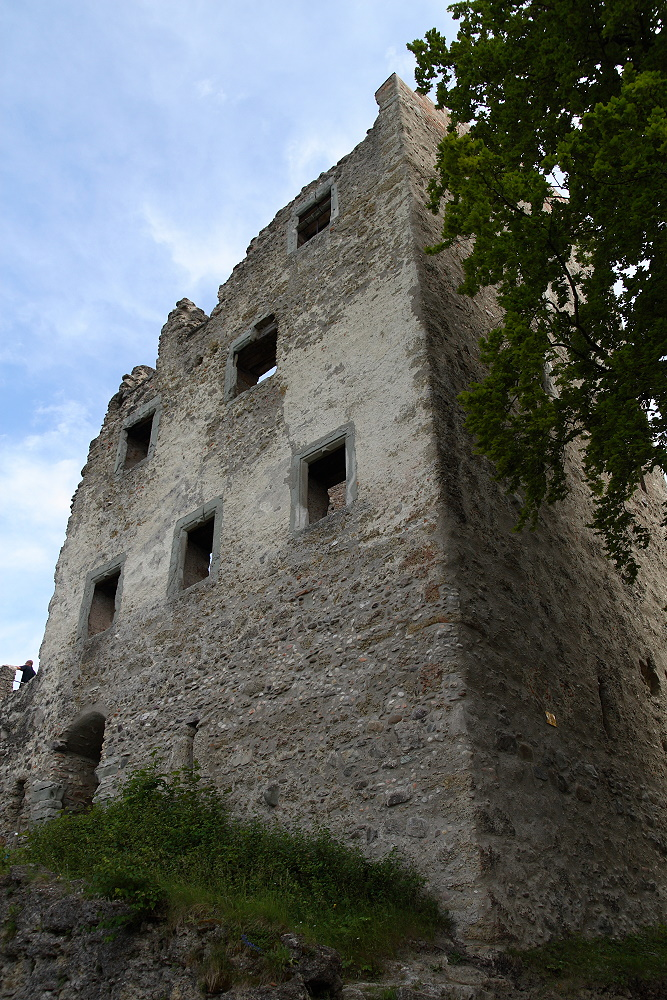
Palas

Die Ruine der Burganlage ist recht gut erhalten und wurde von der Denkmalstiftung Baden-Württemberg zum „Denkmal des Monats Juli/August 2005“ ernannt.
Das Mauerwerk der Burg Alt-Bodman weist zwei Bauphasen auf, es vereinigt sowohl Buckelquader- als auch Ziegel- und Bruchsteinbauweise. So stammt die Kernburg aus der ersten Bauphase zwischen Ende 13. und Anfang 14. Jahrhundert. In diese Bauphase fallen der Wohnturm und der Palas, die Umfassungsmauer des unteren Burghofes der Nord- und Talseite, der Frontzwinger der Süd- und Bergseite, der östliche Zwinger, die Mauer des oberen Burghofes im Westen der Anlage und der nördliche Zwinger.
In einer zweiten Bauphase kam es zu Erweiterungen und Vorbau von Flankierungstürmen. Sie fand in der Zeit zwischen dem 14. und 17. Jahrhundert statt. Das Torhaus im unteren Burghof in der Nordwestecke der Anlage und die beiden Flankierungstürme in der Südwest- und Südostecke wurden wohl im späten 15. Jahrhundert erbaut. Aus dieser zweiten Bauphase stammt ebenfalls ein Flankierungsturm im Nordosten der Anlage.
Der Kernburg war auf der Südseite eine Vorburg vorgelagert. Von der tieferliegenden Vorburg gelangte man über eine im Westen befindliche Rampe unterhalb der Kernburg zum einstigen Torhaus. Im Osten der Vorburg erhielten sich Teile einer Stützmauer. Die Vorburg wurde weiterhin mittels eines vorgelagerten Halsgrabens gegen den Bergkamm (Bodenwald) gesichert.
Von der einstigen Hauptburg erhielten sich neben den Mauerresten auch der 19,50 mal 19,15 Meter große Wohnturm. 1900 bei den ersten Sanierungsarbeiten wurde eine Aussichtsterrasse an der Nordostecke des Wohnturmes installiert.
An der Stelle, wo sich der Kessel während des Brandes von 1307 verfing, erinnert heute noch ein Gedenkstein an dieses Ereignis. Der Kessel ist im Schloss zu sehen. Die Herren von Bodman sind das einzige Adelsgeschlecht im Bodenseeraum, das bis heute sesshaft geblieben ist.